# Викинг (програма)
Вижте пояснителната страница за други значения на Викинг.
Програмата „Викинг“ на НАСА е първата космическа програма за изпращане на космически апарати на Марс. Викинг 1 и Викинг 2 са изстреляни през 1975 и 1976 година. Те са създадени именно за подробното изучаване на Марс. Всеки от космическите апарати е съставен от два модула: един, който е на орбита около планетата, и друг който се спуска на повърхността.
Порграмата е една от най-амбициозните за времето си ѝ общата и стойност е около 1 мрлд. щ. д.
Орбиталните апарати изследват планетата от орбита и изпращат хиляди снимки. Спускаемите модули са може би най-дълго съхранилите се активни лаборатории на повърхността на друга планета, далеч надхвърлили продължителността на живот, първоначално определен на шест месеца.
Първият апарат събира информация за марсианската среда в продължение на повече от шест години, а вторият – четири.

## Устройство и технически данни
Общата маса на апаратите на старта е 3530 kg, в това число 1445 kg гориво. Масата на спускаемия апарат е 600 kg, а масата на орбиталната част – 900 kg. Орбиталният блок на Викинг, е създаден на базата на космически апарат Маринър 9, висок е 3,35 m, а размахът на панелите със слънчеви батерии е 9,75 m. Спускаемият апарат е с височина 2,1 m и максимален диааметър 3 m.
Орбиталната част има ракетен двигател с тяга 136 kg. Електроенергия за орбиталната част се получава от слънчевите панели, а за спускаемия апарат от плутониеви батерии, съдържащи радиоактивен плутоний-238.
Орбиталният блок има две телевизионни камери (разрешителната способност при снимки от височина 1500 km достига 40 m), инфрачервен спектрометър за регистриране на водна пара в марсианската атмосфера и инфрачервен радиометър за изготвяне на топлинна карта на планетата.
Орбиталната част също така служи за ретранслиране на информацията, предавана от спускаемия апарат. Пропускателна способност – около 10 кбит/с. В същото време, спускаемите апарати могат да се свързват със Земята и непосредствено, но със значително по-ниска скорост (под 1 кбит/с).
В системата за меко кацане на спускаемите апарати се използват радиолокационен висотомер и радиолокатор, а също и 8 ракетни двигатели с тяга по 4,5 kg за спускане от орбита, 6 двигателя за ориентация с тяга по 4,5 kg, челен щит с диаметър 3,6 m за аеродинамично спиране в атмосферата, парашут с диаметър на купола 16,2 m за намаляване на скоростта (отваря се на височина ~4 km след отделянето на челния щит) и 3 ракетни двигателя с регулируема тяга (40 – 260 kg) за забавяне на скоростта от височина ~1,2 km след отделянето на парашута.
На спускаемия апарат са монтирани научни уреди за изследване както в участъка на спускане в атмосферата на Марс, така и след кацането на повърхността на планетата. При спускането се измерват атмосферното налягане и температура, определя се газовия състав на атмосферата (с помощта на мас-спектрометъра), регистрират се йони и електрони в марсианската йоносфера. Освен това се определя профилът на плътността на атмосферата.

### Научни инструменти
За изследване повърхността на Марс се използват:
- две фототелевизионни камери
- уреди за метеорологични изследвания, измерващи налягане, температура, скорост и посока на вятъра на повърхността
- сеизмометър
- газов хроматограф в съчетание с мас-спектрометър за определяне по молекулното тегло на органичните вещества, влизащи в състава на пробите от грунда, а също за анализ на проби от атмосферни газове
- рентгенов флуоресцентен спектрометър за идентифициране на неорганични вещества, влизащи в състава на пробите от грунда
- апаратура за търсене на живот в пробите от грунда по такива признаци, като фотосинтеза, обмяна на веществата и газообмен.

За изследване на пробите грунд от последните три апарата се използва загребващо устройство монтирано на триметрова щанга и снабдено с дълбаещо устройство за изкопаване на траншеи. То позволява да се определят механичните качества на грунда, а чрез монтираните в него магнити да се събират частици от материали с магнитни свойства и последващото им заснемане с използване на оптично увеличение.

## Научни резултати
Космическите апарати Викинг са първи, които предават от повърхността на Марс цветни фотографии с високо качество. На тях се вижда пустинна местност с червеникава почва, осеяна с камъни. Небето е розово заради светлината, отразена от червените прашни частици в атмосферата.
Основни елементи в почвата, по данни от рентгено-флуоресцентния спектрометър са силиций (13 – 15 %), желязо (12 – 16 %), калций (3 – 8 %), алуминий (2 – 7 %), титан (0,5 – 2 %).
Двата апарата вземат образци почва за анализ за наличие на живи организми. Резултатите са крайно неочаквани – изявена относително висока химична активност на грунда, но еднозначни следи от живи микроорганизми така и не са открити.
Експериментът по газообмен е показал 15-кратно превишение на отделения кислород в сравнение с очаквания. Всички известни на науката земни форми на живот се нуждаят от определено време за растеж и възпроизвеждане. Затова и наблюдаваното явление се обяснява с чисто химични реакции във веществото на богатата на желязо почва.
По втория експеримент проби са пускани в съд с питателен бульон, в който има радиоактивни атоми. Анализатор засича отделяните газове и открива увеличение на въглеродния диоксид, почти същото като при анализ на биологично активни образци земна почва. Но скоро и в този уред отчетеното ниво спада почти до нулата.
В трети експеримент се регистрира поглъщането на изотопа въглерод-14 от предполагаемите органични вещества в марсианския грунд. Марсиански въглероден двуокис с въглерод-12 се заменя с радиоактивния въглерод-14, грундът се осветява със светлина, подобна на слънчевата. В земни условия микроорганизмите добре усвояват въглеродния диоксид. След това пробата от грунда е нагрята за да се открие усвояване на радиоактивен въглерод-14. На Марс този експеримент дава нееднозначен резултат. Въглеродът ту се усвоявал, ту – не.
Освен това, се провежда експеримент за откриване на органични вещества (не непременно под форма на живот), което дава като цяло отрицателен резултат.
Основният извод, който може да се направи от резултатите на тези експерименти: или количеството микроорганизми в местата на кацане на спускаемите модули е нищожно малко, или тях ги няма въобще. Аналогични експерименти в пустинни местности на Земята еднозначно показват наличие на живот.
Орбиталните модули откриват геологични образувания, много напомнящи следи от водна ерозия, приличащи на корита от пресъхнали реки. Спускаемите апарати в продължение на няколко години провеждат наблюдения, дали множество ценни сведения за марсианския климат.

## Край на мисията
Апаратите спират да работят един след друг в следния ред:
| Космически апарат         | Дата на пристигане | Дата на изключване | Операционен живот           | Причина за изключването                                                                                           |
| ------------------------- | ------------------ | ------------------ | --------------------------- | --- |
| Орбитален апарат Викинг 2 | 7 август 1976      | 25 юли 1978        | 1 година, 11 месеца, 18 дни | Изключване след изтичане на гориво от двигателната система.                                                       |
| Спускаем модул Викинг 2   | 3 септември 1976   | 11 април 1980      | 3 години, 7 месеца, 8 дни   | Повреда в батерията.                                                                                              |
| Орбитален апарат Викинг 1 | 19 юни 1976        | 17 август 1980     | 4 години, 1 месец, 19 дни   | Изключване след изразходване на горивото за контрол на височината.                                                |
| Спускаем модул Викинг 1   | 20 юли 1976        | 13 ноември 1982    | 6 години, 3 месеца, 22 дни  | Човешка грешка по време на софтурен ъпдейт причинява повреда в антената, което прекратява комуникацията с апарата |

Цялата програма Викинг е прекратена на 21 май 1983 г. За да се предотвърти сблъск на орбиталния апарат Викинг 1 с планетата, той е издигнат в по-висока орбита. Сблъск с Марс и потенцалното му замърсяване от Викинг 1 се предполага да стане след 2019 г.